# Rhagoletis basiola
Rhagoletis basiola är en tvåvingeart som först beskrevs av Osten Sacken 1877.  Rhagoletis basiola ingår i släktet Rhagoletis och familjen borrflugor. Inga underarter finns listade i Catalogue of Life.